# (15412) Schaefer
(15412) Schaefer est un astéroïde de la ceinture principale.

## Description
(15412) Schaefer est un astéroïde de la ceinture principale. Il fut découvert le 2 janvier 1998 à Kitt Peak par le projet Spacewatch. Il présente une orbite caractérisée par un demi-grand axe de 3,18 UA, une excentricité de 0,19 et une inclinaison de 2,9° par rapport à l'écliptique.

## Compléments